# Haliophyle niphadopa
Haliophyle niphadopa är en fjärilsart som beskrevs av Edward Meyrick 1899. Haliophyle niphadopa ingår i släktet Haliophyle och familjen nattflyn. Inga underarter finns listade i Catalogue of Life.